# Vincetoxicum petrense
Vincetoxicum petrense là một loài thực vật có hoa trong họ La bố ma. Loài này được (Hemsl. & Lace) Rech. f. miêu tả khoa học đầu tiên năm 1970.